# 徐宗幹

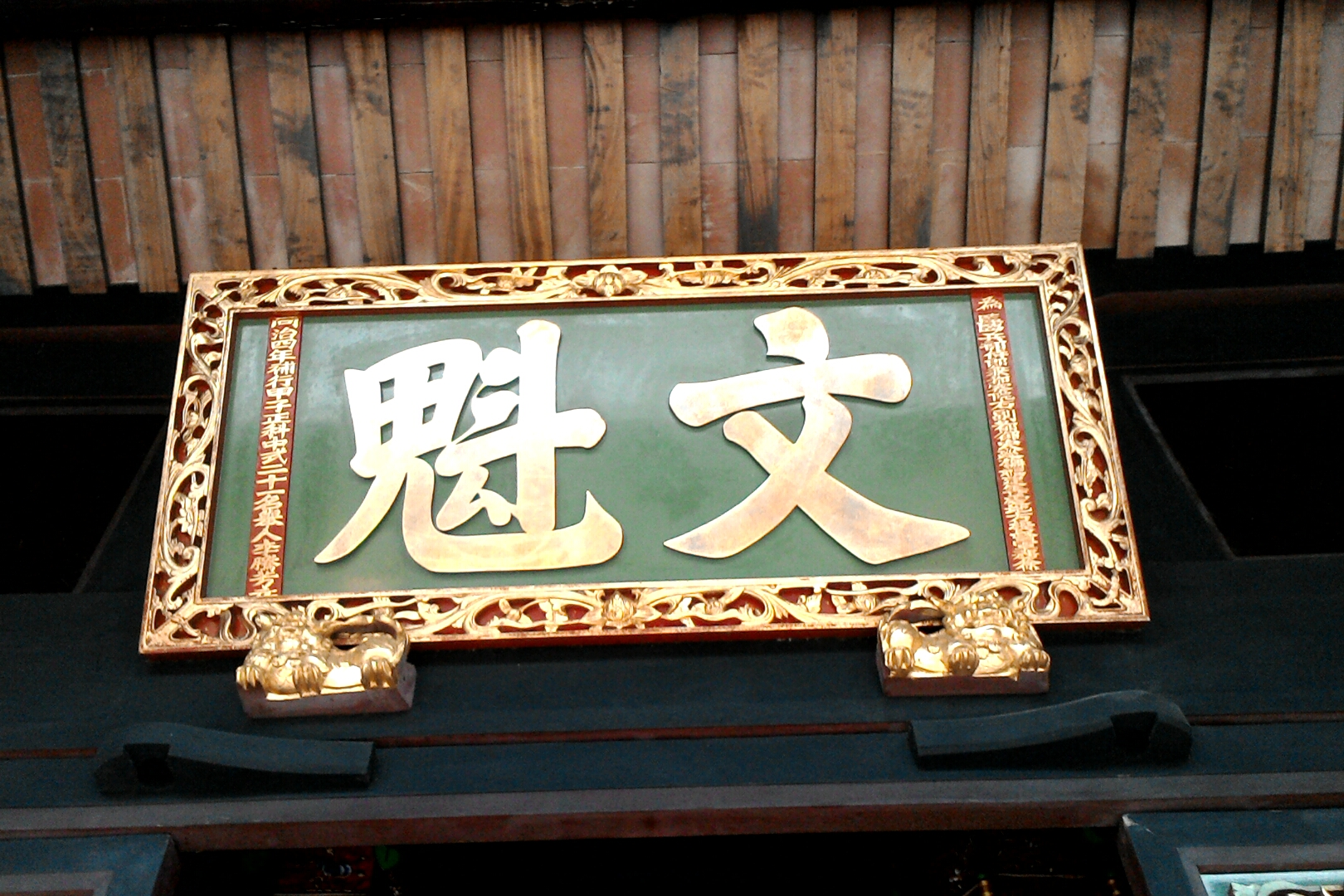
李騰芳古宅中福建巡撫徐宗幹所贈「文魁」匾，1865年。

徐宗幹（1796年—1866年），字伯楨，號樹人，室名斯未信齋主人，江蘇通州（今南通市）人，清朝官員。

## 生平
徐宗幹於嘉慶二十五年（1820年）考中庚辰科進士，道光元年（1821年）初仕署山東曲阜知縣，後除武城、泰安知縣，遷高唐知州，道光十七年（1837年）署臨清直隸州，後遷濟寧知州，道光二十一年署兗州府知府，隔年遷四川保寧知府，兼署川北道，後擢升福建汀漳龍道。道光二十八年（1848年）擔任按察使銜分巡臺灣兵備道，其治理臺灣期間，廣建書院，興辦義學，整頓綠營班兵，變通船政，頗有治績。咸豐三年（1853年）平鳳山林恭起事，後遭巡撫王懿德彈劾，解任改派赴河南幫辦剿匪。咸豐七年授浙江按察使，遷布政使。同治元年（1862年）升任福建巡撫，同年彰化戴潮春民變起事，命前署臺灣鎮曾玉明渡臺，又奏簡丁曰健為臺灣道，平定民變。同治五年（1866年）卒於任內，諡“清惠”，入祀福建名宦祠。閩浙總督左宗棠、將軍英桂稱：「宗幹循良著聞，居官廉惠得民，所至有聲。」

## 整頓臺灣綠營班兵
清道光18年（1838年）浙江道監察御史郭柏蔭曾提到臺灣綠營班兵「……渡臺以後包娼窩賭、結黨尋仇、訛索平民、挾制官長」，更由於清廷財政拮据，兵丁薪餉常不按時發放
，且餉銀常被將領侵吞導致士兵生活無著，只能另謀生計。所以福建通志的作者陳壽祺，認為臺灣的營兵與奸民無異。道光咸豐年間任台灣府儒學訓導的劉家謀曾言，臺灣班兵除白晝劫奪財物擄掠婦女之外，更開妓館、開鴉片煙渣館、開當舖、設賭局詐財及放高利貸營生。
道光28年農曆四月十五日（1848年5月28日）徐宗幹剛抵臺灣而尚未接印之時，他就聽聞郡城兵丁彼此械鬥乘機搶劫，甚至大白天殺人如草芥，導致城廂之內路徑不通，罷市閉門。徐宗幹認為「臺灣患不在盜賊，而在兵冗」，視將班兵管理好，臺灣治理才能上軌道。徐宗幹將臺灣班兵換班內渡的期限由三年一換改五年一換，因應臺灣營房傾倒甚多，故整修營房以消弭兵民雜居亂象。為治理漳泉兵械鬥問題，規定非操演及有事之時，所有軍備器械一律繳庫。禁止汛兵勒索府城來往農商惡習，道光29年（1849年）6月徐宗幹及總兵葉紹春在臺南城門勒石示禁，「農商負較車牛往來，不許兵役勒索，特示」。

## 著作
著有《斯未信齋文集》，編有《濟州金石錄》、《兵鑑》、《測海錄》、《瀛洲校士錄》等，輯《治臺必告錄》五卷授與丁曰健，為治臺史的重要文獻。其文納於《治臺必告錄》。曾修咸豐《濟寧直隸州志》。

## 延伸阅读
[在维基数据编辑]
 《清史稿/卷426》，出自趙爾巽《清史稿》

## 外部連結
- 《徐宗幹》中央研究院[]

| 官衔          | 官衔                                                                          | 官衔                  |
| ------------- | ----------------------------------------------------------------------------- | --------------------- |
| 前任： 熊一本 | 按察使銜分巡台灣兵備道 道光二十八年－咸豐三年 (1848年－1853年)                | 繼任： 瑞璸（未到任） |
| 前任： 瑞璸   | 福建巡撫 同治元年正月丙午－同治五年十一月丙寅 (1862年2月21日－1866年12月17日) | 繼任： 李福泰         |